# Zdravko Grebo
Zdravko Grebo (Mostar, 30. srpnja 1947. – Sarajevo, 29. siječnja 2019.), bosanskohercegovačkije pravnik, profesor na Pravnom fakultetu Sveučilišta u Sarajevu, te javni zagovarač REKOM-a u Bosni i Hercegovini.

## Životopis
Rođen je 30. srpnja 1947. u Mostaru. Diplomirao je na Pravnom fakultetu u Sveučilišta Sarajevu 1970., a potom pohađao master studij na Katedri za teoriju prava na Pravnom fakultetu Sveučilišta u Beogradu, gdje je 1976. i doktorirao. Od 1972. predavao je na Pravnom fakultetu u Sarajevu, a profesor je postao u siječnju 1991. godine. Bio je profesor emeritus, a na Pravnom fakultetu Sveučilišta u Sarajevu predavao je više od 40 godina.
Osnivač je gradskog radija ZID, osnivač i ravnatelj nakladničke kuće ZID. Član upravnog odbora Bosnian Peace Corps. Ravnatelj je Pravnog Centra FOD BiH. Direktor međunarodnog postdiplomskog kursa Europske studije. Osnivač je Zaklade Otvoreno društvo Bosne i Hercegovine, a bio je i direktor Centra za interdisciplinarne postdiplomske studije Sveučilišta u Sarajevu, te šef Katedre za državno i međunarodno javno pravo na istom sveučilištu. Osnivač je i Helsinškog parlamenta građana za Bosnu i Hercegovinu, te autor četiri knjige i više od 150 članaka. Po njemu se danas naziva Centar za interdisciplinarne studije Sveučilišta u Sarajevu.
Potpisnik je Deklaracije o zajedničkom jeziku, u kojoj se tvrdi da se u Hrvatskoj, Bosni i Hercegovini, Srbiji i Crnoj Gori govore nacionalne standardne varijante zajedničkog policentričnog standardnog jezika.
Preminuo je u Sarajevu, 29. siječnja 2019. godine.  

## Nagrade
- Nagrada Europskog kluba za mir i protiv rasizma i ksenofobije (1994)
- Ruzveltova medalja (1994)
- Francuska legija časti (2003)

## Djela
- Marks i Kelsen (Sarajevo, 1979)
- Pravni sistem SFRJ (Beograd, 1972)
- Philosophy of Law (New Orleans, 1984)
- Savremena američka pravna teorija (Sarajevo, 1989)
- Novi ustav BiH (Sarajevo, 1993)
- Elementi evropskog prava (Sarajevo, 1994)

## Vanjske poveznice
- Zdravko Grebo